# Vexilla (slak)
Vexilla is een geslacht van weekdieren uit de klasse van de Gastropoda (slakken).

## Soorten
- Vexilla taeniata (Powis, 1835)
- Vexilla vexillum (Gmelin, 1791)